# Harry Lehmann
Harry Lehmann (21 de marzo de 1924 Distrito de Güstrow - 1998 Hamburgo) fue un físico alemán.
Lehmann estudió física en Rostock y en la Universidad Humboldt de Berlín.
En 1952 trabajó en el Instituto Max Planck en Gotinga, y pasó un año en Copenhague. A partir de 1956 trabajó en Hamburgo.
En 1967 ganó la Medalla Max Planck por sus logros extraordinarios en física teórica, concedida anualmente por la Sociedad Alemana de Física. 